# Jean-Baptiste Gibrat
Pour les articles homonymes, voir Gibrat.
Jean-Baptiste Gibrat (né le 23 novembre 1727 à Gaillac et mort le 26 août 1803 à Castelnaudary) est un prêtre de la doctrine chrétienne français, auteur de livres liturgiques et de deux manuels de géographie.

## Biographie
À l'âge de 17 ans il entre chez les prêtres de la doctrine chrétienne.
Il enseigne les belles-lettres au collège de Castelnaudary, dont il est le principal lorsque la Révolution survient. Il soutient la constitution civile du clergé pendant la Révolution, et fut plus tard persécuté par ses confrères.

## Œuvres
Il a publié deux manuels de géographie et des textes liturgiques :
- Géographie ancienne, sacrée et profane : contenant la description des pays connus des Anciens, & celle des Villes & autres lieux mémorables qui y étoient renfermés ; avec des détails historiques, tant sur l'origine & les principales révolutions des Monarchies & des Républiques autrefois célèbres, que sur les mœurs & les usages des divers Peuples de l'Antiquité, Carcassonne, François Heirisson, 1790, 4 vol..
- Traité de la géographie moderne, à l'usage des collèges et des pensions, Avignon, Jean-Louis Chambeau, 1765 ; rééditions : Toulouse, Joseph Dalles, 1768 ; Carcassonne, François Heirisson, 1774.
- Textes liturgiques : un nouveau Missel du diocèse de Tarbes, un Rituel d'Aleth, un missel et un bréviaire pour le même diocèse ; des Hymnes pour les Offices propres de certaines églises[3].

## Source
- « Jean-Baptiste Gibrat », dans Pierre Larousse, Grand dictionnaire universel du XIXe siècle, Paris, Administration du grand dictionnaire universel, 15 vol., 1863-1890 [détail des éditions].
- Jean-Pierre Chevalier, « Enseigner de la géographie aux jeunes écoliers du primaire en France : quelques repères chronologiques », Historiens et géographes, no 406,‎ 2009, p. 35-39 (lire en ligne).